# Argemone ownbeyana
Argemone ownbeyana là một loài thực vật có hoa trong họ Anh túc. Loài này được M.C.Johnst. mô tả khoa học đầu tiên năm 1976.